# Belinda (telenovela)
Belinda es una telenovela mexicana producida por TV Azteca en el año 2004. 
Protagonizada por Mariana Torres y Leonardo García; y con las participaciones antagónicas de Anna Ciocchetti, Sebastián Ligarde, Tamara Monserrat y Alberto Casanova; además de las actuaciones estelares de Héctor Bonilla, Carlos Mata, Gabriela Vergara, Rodrigo Cachero y Regina Torné.
Es una versión de la telenovela peruana La Rica Vicky, que a su vez tiene una versión llamada Daniela y que fue transmitida por Telemundo en 2002.

## Argumento
Belinda Arismendi (Mariana Torres) es una estudiante de Diseño en Publicidad que lleva una vida tranquila junto a su padres, Roberto (Héctor Bonilla) y Cristina (Gabriela Vergara). Pero cuando Cristina muere, Roberto le revela un gran secreto a su hija: Cristina y él nunca estuvieron casados, sino que solo eran amantes; en realidad, Roberto está casado con otra mujer, Lucrecia Fuenmayor (Anna Ciocchetti), y tiene dos hijos con ella, Alfredo (Luis Arrieta) y Anabela (Tamara Monserrat). 
Belinda se ve obligada a mudarse con su madrastra y hermanastros para ocuparse de los negocios familiares, pero la relación con su nueva familia será muy difícil, pues Lucrecia y Anabela la odian desde el primer momento. No obstante, Belinda también conoce en su nuevo hogar al que será su gran amor, Ricardo Semprum (Leonardo García) pero sus ilusiones no tardarán en verse frustradas, pues Ricardo es novio de Anabela. Además, el padre de Ricardo, Adolfo Semprum (Sebastián Ligarde), es amante de Lucrecia. 
La situación empeora aún más cuando Belinda descubre que Roberto se está muriendo de cáncer. Sin embargo, son Lucrecia y Adolfo los que ponen fin a la vida de Roberto, y Belinda queda totalmente desamparada frente a los Arismendi. 
Aprovechando su situación de vulnerabilidad, Adolfo y Lucrecia deciden enviar a Belinda a un manicomio para poder quedarse con toda la fortuna de Roberto. Por suerte, gracias a la ayuda de su incondicional amigo Gustavo Flores (Rodrigo Cachero), Belinda logra salir del manicomio, renovada y con fuerzas para enfrentarse a la familia y reclamar lo que es suyo.

## Reparto
- Mariana Torres ... Belinda Arizmendi González Del Real
- Leonardo García ... Ricardo Semprum Carranza
- Anna Ciocchetti ... Lucrecia Fuenmayor De Arizmendi
- Sebastián Ligarde ... Adolfo Semprum
- Tamara Monserrat ... Ana Belén "Anabela" Arizmendi Fuenmayor
- Héctor Bonilla ... Roberto Arizmendi
- Luis Arrieta ... Alfredo Arismendi Fuenmayor
- Regina Torné ... Eloísa Fuenmayor
- Adriana Cataño ... Jacqueline Tovar
- Rodrigo Cachero ... Gustavo Flores
- Gabriela Vergara ... Cristina González Del Real/Belinda Romero
- Laura Padilla ... Renata Fuenmayor
- Carlos Mata ... Alfonso Rivas
- Tania Arredondo ... Coraima
- Gabriela Andrade ... Pamela
- Irene Arcila
- Aarón Beas ... Rubén
- Iván Bronstein ... Cirilo
- Jorge Cáceres ... Martín
- Alberto Casanova ... Ernesto
- María Colla
- Carmen Delgado ... Gardenia
- Carlos Gajardo
- Tamara Guzmán ... Celadora
- Alejandra Haydée ... Teresita
- Elba Jiménez ... Helena Semprum
- Guillermo Larrea ... Carlos
- Jorge Levy
- Elsa Aguirre[1]
- Alejandro Lukini ... Oswaldo
- Dora Montero ... Canuta
- Graciela Orozco ... Tenchita
- Andrés Palacios ... Jesús
- Adriana Parra ... Dolores
- María Rebeca ... Patty
- Marcela Ruiz Esparza
- Mariana Urrutia ... Haydée
- Eduardo Victoria ... Pablo
- Diana Zaldívar

## Otras versiones
- La rica Vicky, telenovela producida en Perú y transmitida por Frecuencia Latina Canal 2, con las actuaciones de Virna Flores e Ismael La Rosa en 1997.
- Daniela, telenovela producida por la cadena Telemundo y Argos Comunicación en el 2002, protagonizada por Litzy y Rodrigo de la Rosa.